# Sapore di donna (film 1990)
 Sapore di donna è un film erotico del 1990 diretto da Roy Garrett (alias Mario Gariazzo).

## Trama
A seguito d'una delusione amorosa con Carmen, Perry parte per il Venezuela a studiare medicina all'Università, ospite di Laurie, amica della madre, che vive con la figliastra Sheila. Perry si divide così tra le due donne, scoprendo che Sheila, all'insaputa della matrigna, posa come fotomodella su riviste per soli uomini.